# Ann Wilson (Leichtathletin)
Ann Wilson (Ann Shirley Wilson, verheiratete Simmonds; * 29. September 1949 in Rochford, Essex) ist eine ehemalige britische Fünfkämpferin, Hürdenläuferin, Weitspringerin und Hochspringerin.
Bei den British Empire and Commonwealth Games 1966 in Kingston wurde sie für England startend wurde sie Sechste über 80 Meter Hürden, Siebte im Hochsprung und Neunte im Weitsprung. Bei den Europameisterschaften in Budapest wurde sie im Fünfkampf Neunte.
Zwei Jahre später kam sie bei den Olympischen Spielen 1968 in Mexiko-Stadt im Weitsprung auf den 13. Platz und im Fünfkampf auf den 16. Platz. Über 80 Meter Hürden schied sie im Vorlauf aus.
1970 wurde sie bei den Halleneuropameisterschaften in Wien Achte im Weitsprung. Bei den British Commonwealth Games in Edinburgh gewann sie im Hochsprung, Weitsprung und Fünfkampf jeweils Silber.
Bei den Olympischen Spielen 1972 in München scheiterte sie über 100 Meter Hürden im Vorlauf und belegte im Fünfkampf den 13. Platz.
1974 holte sie bei den British Commonwealth Games in Christchurch Bronze im Fünfkampf. Im Hochsprung wurde sie Siebte, im Weitsprung Zwölfte, und über 100 Meter Hürden erreichte sie das Halbfinale. Bei den Europameisterschaften in Rom kam sie im Fünfkampf auf den 13. Platz.
1972 und 1974 wurde sie Englische Meisterin im Fünfkampf. Je zweimal wurde sie Englische Hallenmeisterin über 60 Meter Hürden (1971, 1972) sowie im Hochsprung (1971, 1974) und einmal im Weitsprung (1970).

## Persönliche Bestleistungen
- 80 m Hürden: 10,8 s, 1967
- 100 m Hürden: 13,53 s, 4. September 1972, München
- Hochsprung: 1,77 m, 6. April 1973, Pretoria
  - Halle: 1,79 m, 11. März 1973, London
- Weitsprung: 6,55 m, 22. Juli 1970, Edinburgh
- Fünfkampf: 5037 Punkte, 22. Juli 1970, Edinburgh